# Esterházy László Ignác
Esterházy László Ignác (galántai gróf) (? – 1693) bölcsészdoktor, prépost.
Herceg Esterházy Pál nádor fia volt. Mint pozsonyi kanonok és Boldog Máriáról címzett rátóti prépost tevékenykedett. Egyetlen munkája Bécsben jelent meg:
Arcanum feliciter imperandi consilium in sacra Hungariae corona redimito D. Ladislao per religionem feliciter gubernante. Oratore… Deferente R. P. Martino Cseles. Viennae, 1661.